# 歐勝馬出氣
歐勝馬出氣，（1997年4月9日—），原名普日布苏伦·德勒格尔巴雅尔，蒙古國中央省出身的現役大相撲力士，身高1.89米，重159公斤，血型o型。他所屬的相撲部屋是鳴戶部屋，他在2021年11月開始專業相撲生涯，他在2022年7月晉級十兩，最高位東小結（2025年7月場所）。曾有幕下、十兩優勝一次。

## 早年生涯
歐勝馬一家是牧民，童年時每天騎馬照顧羊群，他在14時學習搏克，16歲時被前橫綱朝青龍介紹到日本學習相撲，到日本體育大學柏高等學校留學。後來受獎學金資助進入日本體育大學的相撲部。並加入了學校的相撲俱樂部。在第二年和第三年之間，他贏得了許多比賽，包括十和田的全國大學錦標賽和全國學生錦標賽，四年級時，他在十和田舉行的全國學生錦標賽上成為「學生橫綱」。上一次的冠軍授予他幕下付出的地位(可直接由幕下開始職業生涯)。大學畢業后，他決定轉為職業選手並加入了鳴戶部屋，因為部屋的主人，前大關琴歐洲勝紀從大學時代起就指導他。

## 生涯
他於2021年11月首次亮相職業，並被賦予四股名（歐勝馬），以喚起他的主人（歐，取自“琴歐洲”）、他對成功的希望（漢字勝的意思是“勝利”）和他的遊牧歷史（漢字馬，意思是“馬”）。他的幕下付出地位使他以幕下15枚目等級首次亮相。
他在2022年5月場所以7:0全勝得幕下優勝，在7月晉升十兩，是鳴戶部屋第一位關取，他在十兩級初次比賽因部屋爆發2019新冠病毒被逼在第8天退出，但在11月場所以11:4獲得十兩優勝。

## 優勝
- New juryo Oshoma: "My goal is to become an ozeki, my master's rank", vows to his father in heaven before the Nagoya Grand Sumo Tournament". NHK (in Japanese). 8 July 2022. Retrieved 5 May 2023.